# 8 september
8 september är den 251:a dagen på året i den gregorianska kalendern (252:a under skottår). Det återstår 114 dagar av året.

## Återkommande bemärkelsedagar

### Nationaldagar
- Nordmakedoniens nationaldag
- Andorras nationaldag

### Övrigt
- Internationella läskunnighetsdagen[1]

## Namnsdagar

### Svenska almanackan
- Nuvarande – Alma och Hulda

- Föregående i kronologisk ordning[2][3]

- Före 1620 – Marie födelsedag

benämning på dagens datum som fanns där till minne av just Jungfru Marias födelsedag.
- 1620–1900 – Mormässa

folklig benämning på det mer högtidliga Marie födelsedag, införd 1620, utgick 1901.
- 1901–1985 – Alma

infört 1901.
- 1986–1992 – Alma, Adils och Almar

Adils och Almar båda införda 1986, och båda utgick 1993.
- 1993–2000 – Alma och Ally

Ally infördes 1986 på 23 juni – flyttat till dagens datum 1993, utgick 2001.
- Från 2001 – Alma och Hulda

Hulda infördes 1901 på 20 februari – flyttat 1993 till 21 februari, 2001 till dagens datum.

### Finlandssvenska almanackan
- Nuvarande från 2020[4] – Göta, Göte
- I föregående revideringar[a][5]
  - 1929–1949 – Göte, Göta
  - 1950–1972 – Göta
  - 1973–2019 – Göte, Göta

## Händelser
- 1100 – Theoderic utses till motpåve.
- 1380 – Storfursten av Moskva besegrar tatarerna i slaget vid Kulikovo pole.
- 1389 – Den sjuårige Erik av Pommern hyllas som kung av Norge. Drottning Margareta är dock den som i realiteten har makten.
- 1522 – Det enda kvarvarande fartyget i Magellans världsomseglingsexpedition (Victoria under befäl av Juan de Elcano), återvänder till Spanien efter att framgångsrikt ha seglat jorden runt.
- 1598 – Kung Sigismund besegrar hertig Karl (IX) i slaget vid Stegeborg under det svenska inbördeskriget.
- 1655 – Den svenska armén under Karl X Gustav ockuperar Polens huvudstad Warszawa.
- 1664 – Nederländarna överlåter Nya Amsterdam till britterna, som byter namn på kolonin till New York.
- 1855 – Efter nära ett års belägring intar brittiska och franska trupper Sevastopols fästning under krimkriget.
- 1863 – En svensk-norsk regeringskonferens hålls på Ulriksdals slott med anledning av den hotande dansk-tyska konflikten om Schleswig-Holstein.
- 1871 – Christian Heinrich Friedrich Peters upptäcker asteroid 116 Sirona.
- 1900 – Galveston i den amerikanska delstaten Texas drabbas av en orkan och följande flodvåg, varvid över 6 000 personer omkommer.
- 1905 – En jordbävning med styrkan 7,9 på richterskalan inträffar i Kalabrien i Italien och kräver cirka 2 500 dödsoffer.
- 1914 – Folkungaskolan i Linköping grundas.
- 1924 – Aleksandra Kollontaj blir sovjetisk ambassadör i Norge och därmed världens första kvinnliga ambassadör.
- 1930 – Serien Blondie publiceras första gången.
- 1933 – Den klassiska monsterfilmen King Kong har svensk biopremiär.
- 1941 – Tyskar, finländare och italienare inleder den nära 900 dagar långa belägringen av Leningrad under andra världskriget.
- 1943 – Italien kapitulerar till de allierade i andra världskriget.
- 1944 – Den brittiska huvudstaden London och nederländska Antwerpen träffas för första gången av tyska V-2-raketer.
- 1945
  - Amerikanska trupper ockuperar den södra delen av Korea, medan sovjetiska trupper ockuperar den norra delen av landet, vilket kommer att visa sig vara en av anledningarna till koreakriget, som utbryter 1950.
  - Den japanske premiärministern Hideki Tojo försöker begå självmord för att undgå att ställas inför krigsrätt.
- 1951 – Japan undertecknar i amerikanska San Francisco ett formellt fredsavtal med 48 olika länder efter andra världskriget.
- 1952 – Ernest Hemingways roman Den gamle och havet publiceras.
- 1953 – Sveriges första motorväg, som går mellan Malmö och Lund, invigs av prins Bertil.
- 1954 – Den sydostasiatiska försvarspakten Southeast Asia Treaty Organization bildas.
- 1962 – Serien Alla vi barn i Bullerbyn, som har spelats in två år tidigare, börjar för första gången visas i svensk tv.
- 1966 – Den numera klassiska science fiction-serien Star Trek sänds för första gången i amerikansk tv på kanalen NBC.
- 1974 – President Gerald Ford benådar tidigare presidenten Richard M. Nixon.
- 1982 – Lekprogrammet Gäster med gester, med Lennart Swahn som programledare, sänds för första gången i svensk tv.
- 1983 – En tjeckoslovakisk familj lyckas fly över järnridån till Österrike i en hemgjord luftballong.
- 1984 – Det svenska radioprogrammet Trackslistan sänds första gången.
- 1985 – Ivan Lendl vinner tennistävlingen US Open första gången.
- 1986
  - Det sydafrikanska befrielsepartiet ANC:s kontor i Stockholm utsätts för ett sprängattentat.
  - Oprah Winfrey, som anses som världens mest framgångsrika kvinnliga tv-journalist, presenterar första avsnittet av sin egen pratshow.
- 1988 – Höjdhopparen Javier Sotomayor sätter nytt världsrekord genom att klara höjden 2,43 meter.
- 1991
  - Makedonien genomför en folkomröstning om självständighet från Jugoslavien, där majoriteten röstar för självständigheten.
  - Stefan Edberg vinner tennistävlingen US Open första gången.
- 1992
  - Sveriges riksbank höjer marginalräntan från 16 till 24 procent.
  - Litauen och Sovjetunionen enas om att de sovjetiska trupperna ska dras tillbaka från landet.
- 1993 – Den palestinska befrielseorganisationen (PLO) erkänner staten Israel.
- 1994
  - De sista allierade soldaterna lämnar Berlin efter kalla krigets slut.
  - Umeå blir den första staden i Sverige att helt övergå till etanoldrivna bussar i lokaltrafiken.
- 1999 – Den amerikanska filmen American Beauty har biopremiär i USA.
- 2000
  - Filmen Dancer in the Dark har biopremiär i Sverige.
  - Rymdfärjan Atlantis skjuts upp på uppdrag STS-106.

## Födda
- 801 – Ansgar, kristen munk, missionär, helgon, ärkebiskop av Bremens ärkestift, Nordens apostel
- 1157 – Rikard I Lejonhjärta, kung av England
- 1380 – Bernardinus av Siena, franciskanmunk, katolskt helgon
- 1474 – Ludovico Ariosto, italiensk författare
- 1588 – Marin Mersenne, fransk filosof och matematiker
- 1621 – Louis II av Bourbon, (”den store Condé”), fransk fältherre
- 1622 – Knut Kurck, svenskt riksråd och landshövding i Västmanland
- 1737 – Evert Vilhelm Taube, svensk friherre och generallöjtnant samt kanslipresident
- 1780 – George Troup, amerikansk politiker, senator (Georgia), guvernör i Georgia
- 1783 – Nikolaj Frederik Severin Grundtvig, dansk psalmförfattare
- 1790 – Edward Law, 1:e earl av Ellenborough, brittisk politiker
- 1820 – William Thomas Hamilton, amerikansk demokratisk politiker, guvernör i Maryland
- 1830 – Frédéric Mistral, fransk poet, mottagare av Nobelpriset i litteratur 1904
- 1841
  - Carl Snoilsky, svensk greve, diplomat och skald, ledamot av Svenska Akademien
  - Antonín Dvořák, tjeckisk kompositör
- 1857 – Georg Michaelis, tysk politiker, rikskansler
- 1892 – Tottan Skantze, svensk skådespelare
- 1896 – B. Everett Jordan, amerikansk demokratisk politiker, senator (North Carolina)
- 1899 – Alice O'Fredericks, svensk-dansk skådespelare, scripta, manusförfattare och regissör
- 1900 – Claude Pepper, amerikansk demokratisk politiker, senator (Florida)
- 1901 – Hendrik Verwoerd, sydafrikansk politiker, premiärminister
- 1905 – Carl H. Lindroth, svensk entomolog
- 1909 – Christer Olofson, svensk publicist och politiker (folkpartist)
- 1910 – Irmfried Eberl, tysk SS-läkare, kommendant i Treblinka
- 1912 – Alexander Mackendrick, amerikansk-brittisk filmregissör och lärare
- 1913 – Helge Andersson, svensk konstnär
- 1914 – Erik Carlsson, svensk bonde och centerpartistisk politiker
- 1918 – Derek Barton, brittisk kemist, mottagare av Nobelpriset i kemi 1969
- 1921 – Dinko Šakić, kroatisk Ustaša-medlem och dömd krigsförbrytare
- 1925 – Peter Sellers, brittisk skådespelare
- 1927 – Solveig Emtö, finländsk författare
- 1930 – Mads Rydman, svensk kåsör och poet
- 1931 – Sangrid Nerf, svensk skådespelare
- 1932 – Patsy Cline, amerikansk countrysångare
- 1941 – Bernie Sanders, amerikansk politiker
- 1946 – Aziz Sancar, turkisk-amerikansk biokemist och biofysiker, mottagare av Nobelpriset i kemi 2015
- 1950
  - Ian Davidson, brittisk parlamentsledamot för Labour
  - Mike Simpson, amerikansk republikansk politiker, kongressledamot
- 1951 – Franciszek Gągor, polsk general
- 1953 – Stu Ungar, amerikansk pokerspelare
- 1956 – Stefan Johansson, svensk racerförare
- 1957 – Hasse Aro, svensk programledare
- 1958
  - Unni Kristin Skagestad, norsk skådespelare
  - Anders Lundin, svensk tv-programledare, komiker och textförfattare
- 1960
  - Aimee Mann, amerikansk sångare
  - Aguri Suzuki, japansk racerförare
- 1963 – Susanne Gunnarsson, kanotist, mottagare av Svenska Dagbladets guldmedalj 1996
- 1966 – Carola Häggkvist, svensk sångare
- 1970 – Neko Case, amerikansk sångare och låtskrivare
- 1971
  - David Arquette, amerikansk skådespelare
  - Gillian van den Berg, nederländsk vattenpolospelare
  - Martin Freeman, brittisk skådespelare
- 1974 – Yaw Preko, ghanansk fotbollsspelare
- 1975 – Gustav Funck, svensk dockskådespelare
- 1978 – Marco Sturm, tysk ishockeyspelare
- 1979 – Pink, amerikansk pop- och rocksångare
- 1986 – João Moutinho, portugisisk fotbollsspelare
- 1987 – Wiz Khalifa, amerikansk rappare
- 1988 – Gustav Schäfer, tysk trummis, medlem i Tokio Hotel
- 1989
  - Tim Bergling, svensk dj, känd under namnet Avicii
  - Gylfi Sigurðsson, isländsk fotbollsspelare
- 1990 – Tokelo Rantie, sydafrikansk fotbollsspelare
- 1991
  - Isobel Bishop, australisk vattenpolospelare
  - Joe Sugg, brittisk YouTube-personlighet
- 1992 – Bernard, brasiliansk fotbollsspelare
- 1993 – Magdalena Eriksson, fotbollsspelare, OS-silver 2016 och 2020, VM-brons 2019
- 1994 – Cameron Dallas, amerikansk mediepersonlighet
- 2002 – Gaten Matarazzo, amerikansk skådespelare

## Avlidna
- 701 – Sergius I, påve, helgon
- 1100 – Clemens III, motpåve
- 1606 – Nicolaus Petri, svensk biskop i Västerås stift
- 1148 – Guillaume de Saint-Thierry, teolog, munk
- 1684 – Sten Nilsson Bielke, svensk amiral och riksråd, riksskattmästare
- 1790 – Johan Henrik Hästesko, svensk överste, medlem i Anjalaförbundet
- 1852 – Pjotr Volkonskij, rysk furste och fältmarskalk
- 1865 – John Page, amerikansk politiker, guvernör i New Hampshire
- 1870 – Nils Ericson, svensk ingenjör samt kanal- och järnvägsbyggare
- 1882 – Joseph Liouville, fransk matematiker
- 1894 – Ludvig Filip, fransk tronarvinge, greve av Paris
- 1890 – Isaac P. Christiancy, amerikansk diplomat, politiker och jurist, senator (Michigan)
- 1895 – Adam Opel, tysk företagare, grundare av bilföretaget Opel
- 1933 – Faisal I av Irak, Iraks förste kung
- 1949 – Richard Strauss, tysk tonsättare
- 1953
  - Fred M. Vinson, chefsdomare i USA:s högsta domstol
  - George A. Wilson, amerikansk republikansk politiker, guvernör, senator (Iowa)
- 1960 – Oscar Pettiford, amerikansk jazzbasist
- 1965
  - Dorothy Dandridge, amerikansk skådespelare
  - Hermann Staudinger, tysk kemist, mottagare av Nobelpriset i kemi 1953
- 1970 – Percy Spencer, amerikansk uppfinnare, konstruerade mikrovågsugnen
- 1977 – Zero Mostel, amerikansk skådespelare
- 1979
  - Jean Seberg, amerikansk skådespelare
  - Mahmoud Taleghani, ayatollah, ordförande i iranska revolutionsrådet
- 1981 – Hideki Yukawa, japansk teoretisk fysiker, mottagare av Nobelpriset i fysik 1949
- 1982 – Folke Hamrin, svensk skådespelare
- 1985 – John F. Enders, amerikansk virolog, mottagare av Nobelpriset i fysiologi eller medicin 1954
- 1990 – Willard Frank Libby, amerikansk kemist, mottagare av Nobelpriset i kemi 1960
- 1991 – Brad Davis, amerikansk skådespelare
- 1999
  - Birgit Cullberg, svensk koreograf
  - Moondog, pseudonym för Louis Thomas Hardin, amerikansk kompositör
- 2003 – Leni Riefenstahl, tysk filmregissör och fotograf
- 2004
  - Richard Butler, amerikansk extremistledare
  - Bror Mellberg, svensk fotbollsspelare och affärsman
  - Ulf Schenkmanis, svensk radio- och TV-programledare
  - Frank Thomas, amerikansk animationsregissör, animatör och manusförfattare
- 2006 – Thomas Lee Judge, amerikansk demokratisk politiker, guvernör i Montana
- 2008 – Hjördis Schymberg, svensk operasångare
- 2009 – Aage Bohr, dansk fysiker, mottagare av Nobelpriset i fysik 1975
- 2011 – Vo Chi Cong, vietnamesisk politiker, president
- 2012
  - Peter Hussing, tysk (västtysk) boxare
  - Thomas Szasz, ungersk-amerikansk psykiatriker
- 2014 – Sten Rodhe, svensk teologisk författare
- 2021 – Nils Sandström, svensk jazzmusiker och tenorsaxofonist
- 2022
  - Elizabeth II av Storbritannien, drottning av Storbritannien och stater inom brittiska samväldet
  - Anders Lönnbro, svensk skådespelare
  - Olof Lundström Orloff, svensk skådespelare och konstnär
- 2024 – Henny Moan, norsk skådespelare